# Antiblemma mundicola
Antiblemma mundicola är en fjärilsart som beskrevs av Walker 1865. Antiblemma mundicola ingår i släktet Antiblemma och familjen nattflyn. Inga underarter finns listade i Catalogue of Life.